# Katarína Knechtová

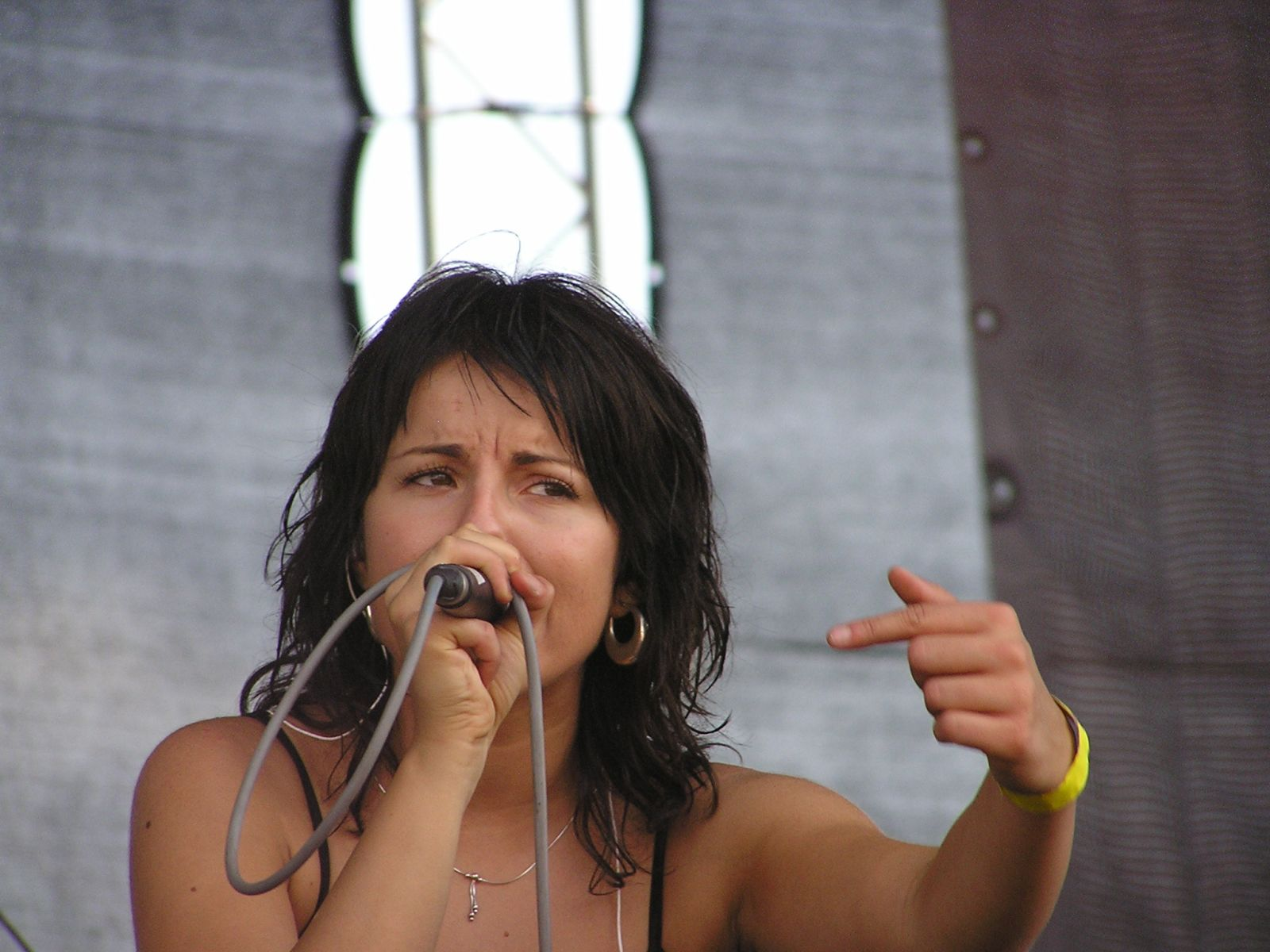
Katarína Knechtová

Katarína Knechtová (Prešov, 14 maart 1981) is een Slowaakse zangeres. Ze is de leadzangeres van de Slowaakse band PEHA. Tevens is zij de componiste, gitariste en tekstschrijfster van deze band.

## Loopbaan
Tot ze samen met Martin Migaš in 1997 PEHA begon, speelde zij in de Slowaakse band IMT Smile. Voor haar muziek heeft ze zowel met PEHA als op persoonlijke noot meerdere prijzen in de wacht gesleept, waaronder SOZA's, Aurels en OTO's.
Samen met Nocadeň nam ze het liedje "Nestrieľajte Do Labutí" (Nederlands: Schiet niet op zwanen) op.

## Discografie

### Albums met IMT Smile
- Klik-Klak (1997)

### Albums met PEHA
- Niečo sa chystá (1999)
- Krajinou (2001)
- Experiment (2003)
- Deň medzi nedeľou a pondelkom (2005)
- Best of Peha (2006)

### Soloalbums
- Zodiak (2008)

- International Standard Name Identifier: 0000 0003 7195 1316
- MusicBrainz: 63698261-3601-4a34-8223-e5294153f354
- Nationale Bibliotheek van Tsjechië: jx20051214029
- Virtual International Authority File: 84349201